# Franz Kafka
Franz Kafka (pronunciación en alemán: /ˌfʁant͡s ˈkafka/ (escucharⓘ); Praga, Imperio austrohúngaro, actual capital de República Checa; 3 de julio de 1883-Kierling, Austria; 3 de junio de 1924) fue un escritor bohemio en lengua alemana. Su obra, una de las más influyentes de la literatura universal, es una de las pioneras en la fusión de elementos realistas con fantásticos y tiene como principales temas los conflictos paternofiliales, la ansiedad, el existencialismo, la brutalidad física y psicológica, la culpa, la filosofía del absurdo, la burocracia y las transformaciones espirituales.
Escribió las novelas El proceso (Der Prozeß), El castillo (Das Schloß) y El desaparecido (Amerika o Der Verschollene), la novela corta La metamorfosis (Die Verwandlung) y un gran número de relatos cortos. Además dejó una abundante correspondencia y escritos autobiográficos. Su peculiar estilo literario ha sido comúnmente asociado con la filosofía artística del existencialismo —al que influyó— y el expresionismo. Los estudiosos de Kafka discuten sobre cómo interpretar al autor; algunos hablan de la posible influencia de alguna ideología política antiburocrática, de una religiosidad mística o de una reivindicación de su minoría etnocultural, mientras otros se fijan en el contenido psicológico de sus obras. Sus relaciones personales también tuvieron gran impacto en su escritura, particularmente su padre (Carta al padre), su prometida Felice Bauer (Cartas a Felice), su hermana (Cartas a Ottla) y su amiga Milena Jesenská (Cartas a Milena).
Albert Camus, Jean-Paul Sartre, Jorge Luis Borges y Gabriel García Márquez se encuentran entre los escritores influidos por la obra de Kafka. El término kafkiano se usa en español para describir situaciones insólitas, por lo absurdas y angustiosas, como las que se encuentran en sus obras y tiene sus equivalentes en otros idiomas. Solo algunas de ellas fueron publicadas durante su vida; la mayor parte, incluyendo trabajos incompletos, fueron publicadas por su amigo Max Brod, quien ignoró los deseos del autor de que los manuscritos fueran destruidos.

## Biografía

### Infancia
Franz Kafka nació en Praga el 3 de julio de 1883 en el seno de una familia de judíos asquenazíes. Sus padres fueron Hermann Kafka (1852-1931) y Julie Löwy (1856-1934).

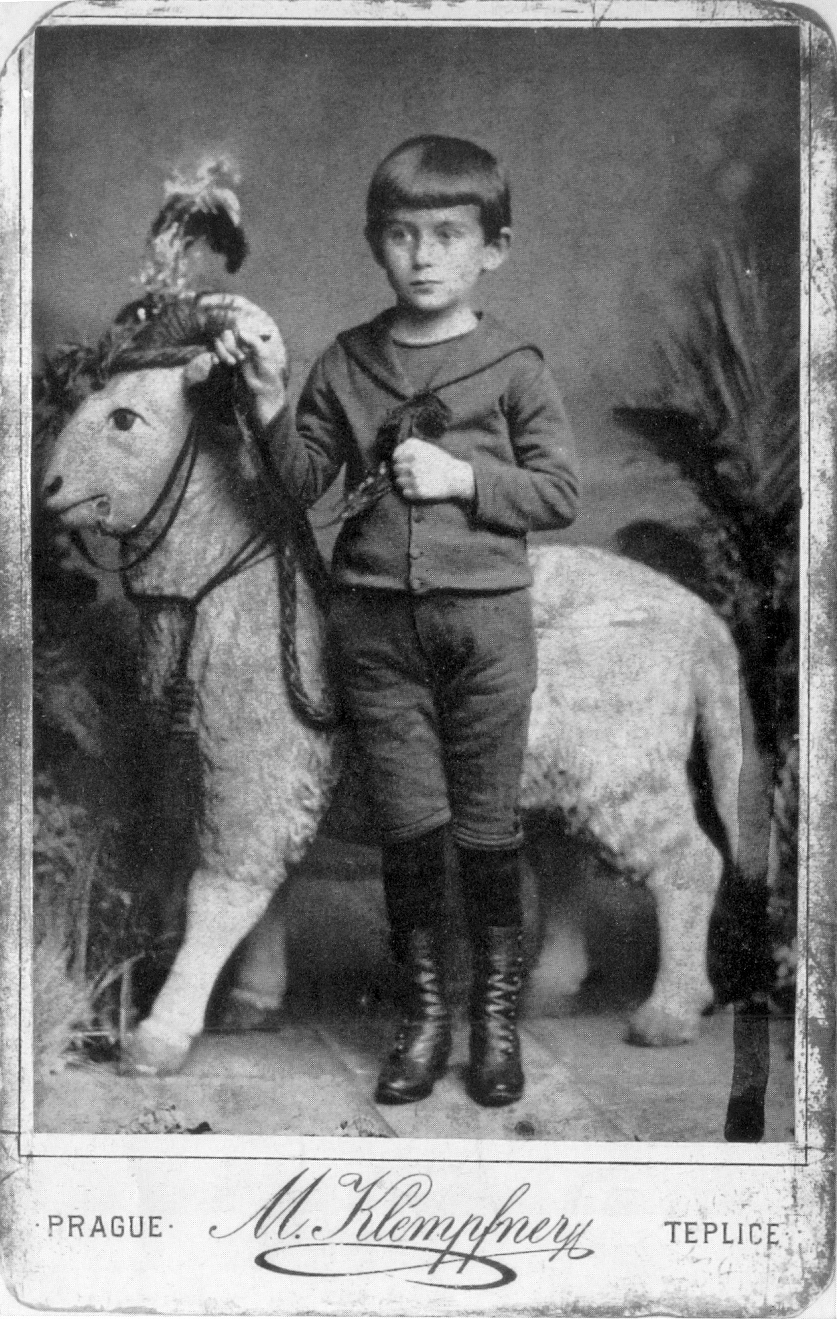
Kafka a los cinco años (1888)

Su padre había nacido en Osek, aldea de población mayoritariamente judía checo-hablante, cerca de Písek, en la región de Bohemia Meridional. Originario de una familia rural judía de carniceros, con frecuentes problemas económicos, tras trabajar como representante de comercio, en 1881 se estableció por su cuenta en Praga, donde regentó un negocio textil en la Zeltnergasse (Celetná ulice) 12, que contaba con 15 empleados cuando Franz nació. Utilizaba un grajo (kavka, en checo) como emblema comercial.
Su madre, nacida en Poděbrady, era de familia germano hablante perteneciente a la burguesía judeoalemana. Era hija de Jakob Löwy, un próspero fabricante de cerveza. Provenía, por tanto, de una familia mucho más adinerada que la de su marido y tenía una educación más refinada. En su ámbito había profesores universitarios, bohemios y artistas.
El matrimonio se instaló en Praga y pasó a formar parte de la alta sociedad. Desde el comienzo, quien marcó la pauta de la educación de Franz fue el padre que, como resultado de su propia experiencia, insistió en la necesidad del esfuerzo continuado para superar todas las dificultades de la existencia, siempre desde una actitud permanente de autoritarismo y prepotencia hacia sus hijos. La madre quedó relegada a un papel secundario en el aspecto educativo.

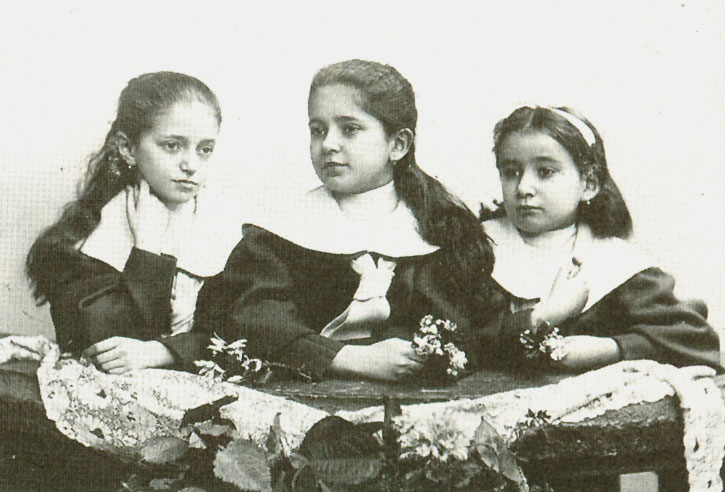
Las hermanas de Franz Kafka, de izquierda a derecha Valli, Elli, Ottla

El pequeño recibió su nombre de pila en honor al emperador Francisco José I (Franz Joseph I). Era el mayor de seis hermanos . Dos de ellos, Georg y Heinrich, fallecieron a los quince y seis meses de edad, respectivamente, antes de que Franz cumpliera los siete años. Tuvo tres hermanas: Gabriele ("Elli") (1889-1941), Valerie ("Valli") (1890-1942), y Ottilie ("Ottla") (1892-1943). Tras la ocupación de Checoslovaquia, los nazis llevaron a las tres hermanas al gueto de Łódź. De allí llevaron a Ottilie al campo de concentración de Theresienstadt y el 7 de octubre de 1943 al campo de exterminio de Auschwitz, donde murió ese mismo día en las cámaras de gas, igual que otras 1318 personas que también acababan de llegar. Las otras dos hermanas también perecieron en el Holocausto. Ottilie era la hermana favorita de Kafka.
Las relaciones con sus hermanos constituyeron una experiencia singular en la formación del carácter de Franz, especialmente en lo que respecta a Georg y Heinrich, por cuya muerte se sintió culpable, en cierto sentido, al vincularla con sus deseos de que desapareciesen, motivado por sus celos.

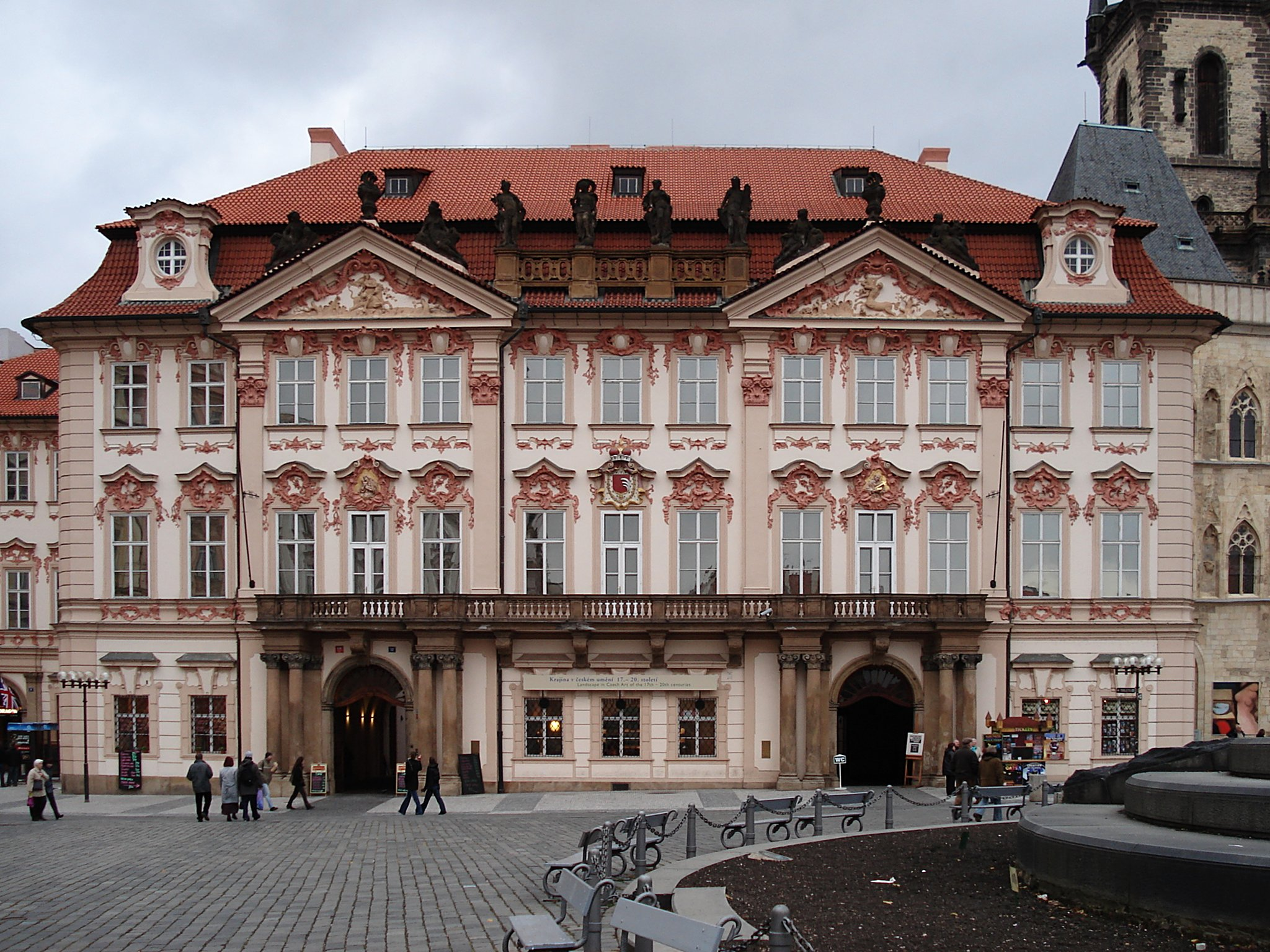
Palacio Kinsky en Praga, donde Kafka cursó los estudios secundarios y donde su padre posteriormente tuvo una tienda.

Como muchos praguenses en aquella época, Kafka hablaba checo y alemán, en su caso desde la primera infancia, por ser las lenguas maternas de su padre y madre, respectivamente. Aunque Kafka recibió elogios por su checo, nunca se consideró fluido en el idioma, aunque hablaba alemán con acento checo. Posteriormente adquirió conocimientos de francés y cultura francesa. Entre sus autores favoritos estaban Flaubert, Dickens, Cervantes y Goethe.
Cursó sus estudios primarios entre 1889 y 1893, en la Deutsche Knabenschule, ubicada en Masný trh/Fleischmarkt, actualmente Masná ulice. Sus padres tenían poco apego a las tradiciones judías y, aparte de la celebración del Bar Mitzvah, al cumplir Franz los 13 años acudía a regañadientes apenas cuatro veces al año a la sinagoga, acompañado de su padre.
Cursó la educación secundaria, entre los diez y los dieciocho años, en el riguroso Altstädter Deutsches Gymnasium (Instituto de Enseñanza Media Imperial Real), situado en el interior del Palacio Kinský, en la Plaza de la Ciudad Vieja de Praga. Completó sus exámenes de Matura en 1901.
Leía ávidamente a Nietzsche, Darwin y Haeckel, sentía verdadero entusiasmo por el socialismo (especialmente en lo que se refiere al ideal de solidaridad) y el ateísmo. Por lo demás, sus notas sobresalían de la media de sus compañeros. Entabló una gran amistad con un compañero de clase, Oskar Pollak, con el que compartía el interés por las ciencias naturales y la historia del arte.
Hacia los catorce años, Kafka realizó sus primeros intentos como escritor. Aunque destruyó los textos, llegó a percibir la diferencia entre sus trabajos y los de sus compañeros de clase, sobre todo en el aspecto formal.

### Juventud
Tras aprobar el examen de bachillerato en 1901, comenzó a estudiar química en la Deutsche Karl-Ferdinands-Universität de Praga, pero abandonó luego de dos semanas. A continuación probó también historia del arte y filología alemana, pero finalmente, obligado por su padre, estudió derecho. Alfred Weber (hermano de Max Weber), profesor de sociología, ejerció una enorme influencia sobre él y dirigió su tesis doctoral. A Kafka le impresionó la forma en que analizaba la sociedad industrial y sus peligros. Obtuvo el doctorado en leyes el 18 de junio de 1906.
Mientras estudiaba participó en la organización de actividades literarias y sociales como miembro del club Lese und Redehalle der Deutschen Studenten / Sala de lectura y oratoria de los estudiantes alemanes. Promocionó representaciones para el teatro yiddish. Entre los amigos de Kafka estaban el periodista Felix Weltsch, que estudió filosofía, el actor Yitzchak Lowy, que provenía de una familia jasídica ortodoxa de Varsovia, y los escritores Ludwig Winder, Oskar Baum y Franz Werfel. Al final de su primer año de estudios, Kafka conoció a Max Brod, un compañero de estudios de derecho que se convirtió en un amigo cercano para toda la vida. Años más tarde, Brod acuñó el término Der enge Prager Kreis (El estrecho círculo de Praga) para describir el grupo de escritores, que incluía a Kafka, Felix Weltsch y el propio Brod. Brod pronto notó que, aunque Kafka era tímido y rara vez hablaba, lo que decía solía ser profundo. Desde 1905 se vio obligado a frecuentar los sanatorios por su debilidad física.
Al terminar la carrera de derecho en 1906, hizo un año de servicio obligatorio (sin remuneración) en los tribunales civiles y penales, con funciones administrativas. Tras ello entró como pasante, también sin retribución, en la casa italiana de seguros de accidentes laborales, Assicurazioni Generali. Entonces empezó a escribir. Tras abandonar la compañía de seguros en 1908, consiguió un trabajo en la compañía Arbeiter-Unfall-Versicherungsanstalt für das Königsreich Böhmen, en la que estuvo hasta su jubilación anticipada en 1922 por causa de la tuberculosis, enfermedad que empezó a padecer en 1917 y que le causaría la muerte en 1924. El trabajo consistía en investigar y evaluar las compensaciones por lesiones de trabajadores industriales. Los accidentes como la pérdida de dedos o extremidades eran comunes, debido a las malas políticas de seguridad laboral en ese momento. Eran especialmente frecuentes en las fábricas equipadas con tornos, taladros, máquinas cepilladoras y sierras rotativas, que rara vez estaban equipadas con protecciones de seguridad. El profesor de administración Peter Drucker atribuye a Kafka el desarrollo del primer casco civil, pero esto no está respaldado por ningún documento de su empleador. Kafka fue ascendido rápidamente y sus deberes incluían procesar e investigar reclamos de compensación, redactar informes y manejar apelaciones de empresarios que pensaban que sus empresas habían sido colocadas en una categoría de riesgo demasiado alta, lo que les costaba más en primas de seguros. Recopilaría y redactaría el informe anual sobre el instituto de seguros durante los varios años que trabajó allí. Los informes fueron bien recibidos por sus superiores. Kafka solía salir del trabajo a las 2 de la tarde, para tener tiempo para dedicarlo a su trabajo literario, al que estaba comprometido. Aunque el padre de Kafka se refería a este trabajo como "Brotberuf", un empleo solo para pagar las cuentas, el horario cómodo le permitió dedicarse a escribir. Ese trabajo burocrático, que desempeñó con competencia, le dio muchas ideas para su obra literaria.
Entre 1909 y 1912 hizo varios viajes al extranjero: Riva (1909), París (1910), otra vez a Italia y París (1911) y Weimar (1912).

### Vida adulta y profesional
A fines de 1911, el esposo de Elli, Karl Hermann, y Kafka se convirtieron en socios en la primera fábrica de asbesto en Praga conocida como Prager Asbestwerke Hermann & Co., después de haber utilizado el dinero de la dote de Hermann Kafka. Kafka mostró una actitud positiva al principio, dedicando gran parte de su tiempo libre al negocio, pero luego se resintió por la intrusión de este trabajo en su tiempo de escritura. Durante ese período, también encontró interés y entretenimiento en las representaciones del teatro yiddish. Después de ver actuar a una compañía de teatro yiddish en octubre de 1911, durante los siguientes seis meses Kafka "se sumergió en el idioma yiddish y en la literatura yiddish". Este interés también sirvió como punto de partida para su creciente exploración del judaísmo. Fue por esta época cuando Kafka se hizo vegetariano.
En 1912 Kafka tomó conciencia de ser escritor. Escribió en ocho horas El juicio (Das Urteil) y, a finales de noviembre de 1912, terminó Contemplación (Betrachtung), una colección de dieciocho relatos que previamente habían aparecido dispersos en diversos medios. La aparición de este libro le dio a conocer como escritor.
En 1913 escribió Consideración y, en 1915, La metamorfosis. Alrededor de 1915 recibió su aviso de reclutamiento para el servicio militar en la Primera Guerra Mundial, pero sus empleadores en la compañía de seguros consiguieron un aplazamiento porque su trabajo se consideraba un servicio gubernamental esencial. Más tarde intentó alistarse en el ejército, pero no le fue posible, dados los problemas médicos asociados con la tuberculosis, que le fue diagnosticada en 1917, lo que le obligó a mantener frecuentes períodos de convalecencia, durante los que recibió el apoyo de su familia, en especial de su hermana Ottilie, con quien tenía mucho en común. En 1918 la compañía de seguros le dio una pensión debido a su enfermedad, para la cual no había cura en ese momento, y pasó la mayor parte del resto de su vida en sanatorios.
En 1919 terminó los catorce cuentos fantásticos (o catorce lacónicas pesadillas) que componen Un médico rural.
Un tema de gran importancia en su obra es su relación con un padre autoritario. En la intimidad, este no dejó nunca de menospreciar a su hijo y hasta el año 1922 lo tiranizó. De ese conflicto y de sus tenaces meditaciones sobre las "misteriosas misericordias" y las ilimitadas exigencias de la patria potestad, declaró el propio Kafka que procedía toda su obra, en particular su célebre Carta al padre, nunca publicada en vida. Este conflicto generacional es, en palabras de Guillermo de Torre, uno de los temas capitales del expresionismo.
Kafka nunca se casó. Según Brod, Kafka fue "torturado" por el deseo sexual, y el biógrafo de Kafka, Reiner Stach, afirma que fue un "mujeriego incesante" y que estaba lleno de miedo al "fracaso sexual". Kafka visitó burdeles durante la mayor parte de su vida adulta, y estaba interesado en la pornografía.
Entre 1913 y 1917 mantuvo una relación difícil con Felice Bauer, que dio origen a una correspondencia de más de 500 cartas y tarjetas postales. En el primer año escribió al padre de Felice justificándose:

He cegado a su hija con mi escritura. [...] Sea como fuere, tenga usted en cuenta lo siguiente, que es lo esencial: todo mi ser se centra en la literatura, y hasta los treinta años he mantenido ese rumbo a rajatabla; si alguna vez lo abandono, dejaré de vivir. De ello deriva todo cuanto soy y cuanto soy y no soy. Soy taciturno, insociable, malhumorado, egoísta, hipocondríaco y realmente enfermizo. ¿Cómo ha de vivir su hija con un hombre así, que ha dejado toda distracción a fin de conservar las energías justas para dedicarse en exclusiva a la literatura?

Su falta de reacción ante el manuscrito de La metamorfosis llevó a Kafka a un profundo abatimiento. Aunque llegó a presentar una solicitud de matrimonio en junio de 1913, al final la boda no se celebró. Ya en el otoño de ese mismo año se produjo una primera ruptura, ocasionada al conocer a G.W, la mujer identificada como «la suiza» en sus diarios, durante su estancia en el sanatorio de Riva del Garda.
Después de esto, Kafka intentó trasladarse a Berlín, pero el estallido de la Primera Guerra Mundial se lo impidió. No fue movilizado por sus problemas de salud. Durante la segunda mitad de 1914 escribió un antecedente de El proceso (Fragmento de Josef K.) y la narración En la colonia penitenciaria. Atormentado por un insomnio recurrente, el 10 de julio de 1914 escribe a Ottla Kafka:

No escribo como hablo, no hablo como pienso, no pienso como debería pensar, y así sucesivamente hasta las más profundas tinieblas.

Debido a la guerra, el marido de su hermana Elli tuvo que incorporarse al ejército, por lo que Kafka tuvo que hacerse cargo de la dirección de la fábrica de la familia y su hermana debió trasladarse a vivir a la casa familiar. Esto obligó a Kafka a alquilar una habitación. Como consecuencia de todo ello no escribió nada durante casi año y medio, desde octubre de 1914.
En julio de 1917 Franz y Felice se comprometieron en matrimonio, pero otra vez la boda no llegó a consumarse. En diciembre se separaron definitivamente.
La noche del 12 al 13 de agosto se le manifestó una hemoptisis que confirmó una tuberculosis pulmonar. Durante su estancia en Schlesen para asistir a un sanatorio conoció a Julie Wohryzek, con la que se prometió en matrimonio. La extracción social no burguesa de la joven puso en contra de la relación al padre de Kafka. La relación con Julie se rompió en noviembre de 1919.
En otoño de 1920 escribió varias piezas narrativas del género de las parábolas aforísticas. A principios de 1920 conoció a la escritora, traductora y periodista checa Milena Jesenská. Ella tenía veinticuatro años, era vivaz, segura de sí misma, moderna y emancipada. Vivía en Viena y estaba en un matrimonio en disolución con el escritor Ernst Polak. Después de la correspondencia inicial, particularmente intensa durante la estancia de tres meses de Kafka en Merano en la primavera de 1920, Kafka visitó Viena. Lleno de entusiasmo, Brod informó a su amigo sobre la reunión de cuatro días, que se convirtió en una relación con algunos encuentros y, sobre todo, un extenso intercambio de cartas. Pero al igual que con Felice Bauer, se repitió el viejo patrón con Milena Jesenská: el acercamiento y la unión imaginada fueron seguidos por la duda y el retraimiento. Kafka finalmente terminó la relación en noviembre de 1920, luego de lo cual la correspondencia también finalizó abruptamente. Sin embargo, el contacto amistoso entre ambos no se rompió hasta la muerte de Kafka, quien le entregó a Jesenská sus diarios antes de morir. Ella presintió su muerte en 1920 y le describió sus sentimientos a Max Brod. La traducción de Jesenská de El fogonero fue la primera de los escritos de Kafka al checo y, de hecho, a cualquier idioma extranjero. Jaroslav Dohal, el nombre del traductor de la edición checa del cuento de Kafka Para meditación de los caballistas, es probablemente un seudónimo de Jesenská.
Como consecuencia del empeoramiento de su estado de salud, pasó gran parte de 1921 y 1922 en sanatorios. 
Entre diciembre de 1920 y septiembre de 1921 estuvo en el sanatorio de Matliary, etapa en la que conoció a Robert Klopstock, quien sería su amigo por el resto de su vida. Hasta 1923 escribió, entre Praga y Berlín, una docena de relatos.
En julio de 1923 estuvo en una colonia judía de vacaciones en Müritz, a orillas del Báltico, donde conoció a Dora Diamant, una joven periodista de 25 años descendiente de una familia judía ortodoxa que había huido de su pueblo natal. Ella le disuadió de un viaje programado a Palestina para octubre. Más tarde se trasladó a Berlín, con la esperanza de distanciarse de la influencia de su familia y concentrarse en su obra. Allí vivió con Dora, que se convirtió en su compañera y tuvo mucho que ver en el interés de Kafka por el judaísmo.

### Muerte

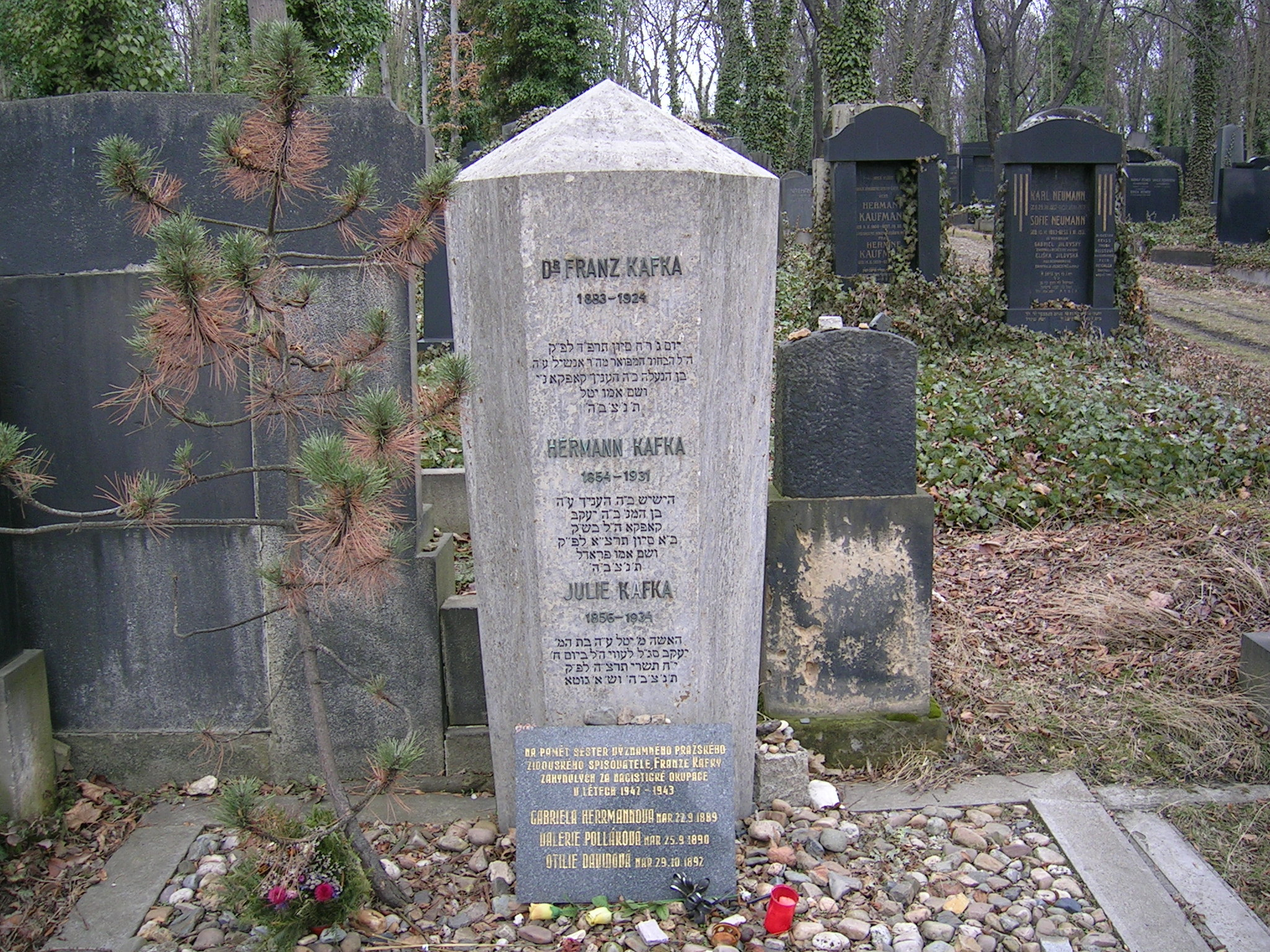
Tumba de Franz Kafka en el Cementerio de Praga-Žižkov.

En la Navidad de 1923, Kafka contrajo una pulmonía que le obligó a regresar al hogar paterno en Praga en marzo de 1924. Al agravarse la enfermedad, ingresó en el sanatorio de Wiener Wald, cerca de Viena, donde sufrió un ataque de tuberculosis de laringe, lo que hacía que tragar los alimentos le resultara muy doloroso, de manera que en sus últimas semanas se alimentó principalmente de líquidos. Kafka estuvo escribiendo Un artista del hambre en su lecho de muerte, una historia cuya composición había comenzado antes de que su garganta se cerrara. Le trasladaron a la clínica universitaria de la capital y, a finales de abril, al sanatorio Dr. Hoffmann de Kierling, donde falleció el 3 de junio. Lo enterraron el 11 de junio en la parte judía del Nuevo Cementerio de Praga-Žižkov. Kafka murió sin tener que sufrir el horror planeado y ejecutado por los nazis a diferencia de sus tres hermanas asesinadas en campos de concentración. Kafka fue prácticamente un desconocido durante su vida, pero no consideró importante la fama; alcanzándola, sin embargo, rápidamente después de su muerte, particularmente después de la Segunda Guerra Mundial. La lápida de su tumba fue diseñada por el arquitecto Leopold Ehrmann.

#### Obituario
Inmediatamente después de la muerte de Kafka se le pidió a Milena Jesenská que escribiera un obituario para el diario checo Národní listy, que se publicaba en Praga; al parecer, sabían de su especial relación con Kafka.
Ella escribió: 

Pocos lo conocieron aquí, porque era un recluso, un hombre sabio y temeroso de la vida [...] Era tímido, asustadizo, gentil y bueno, pero los libros que escribió fueron crueles y dolorosos. Vio el mundo lleno de demonios invisibles luchando y destruyendo a las personas indefensas. Era demasiado clarividente, demasiado sabio para vivir y demasiado débil para luchar: pero esa era la debilidad de las personas nobles y bellas que no saben luchar contra el miedo, contra los malentendidos, contra el desamor y las falsedades espirituales, que saben desde el principio que son impotentes, se someten y así avergüenzan al vencedor [...] Era un hombre y un artista con una conciencia tan escrupulosa que se mantenía alerta aún donde los demás, los sordos, ya se sentían seguros.

### Personalidad
En sus relaciones sociales, Kafka temía causar repulsión tanto por su físico como por su personalidad; sin embargo, impresionaba a los demás con su aspecto juvenil, pulcro y austero, su conducta tranquila y desenfadada y su gran inteligencia, además de su particular sentido del humor.
Brod comparó a Kafka con Heinrich von Kleist, y señaló que ambos escritores tenían la capacidad de describir una situación de manera realista con detalles precisos. Brod pensó que Kafka era una de las personas más entretenidas que había conocido. Kafka disfrutaba divirtiéndose con sus amigos, pero también los ayudaba en situaciones difíciles con buenos consejos. Según Brod, era un recitador apasionado, capaz de frasear su discurso como si fuera música. Brod sintió que dos de los rasgos más distintivos de Kafka eran la "veracidad absoluta" (absolute Wahrhaftigkeit) y "escrupulosidad precisa" (präzise Gewissenhaftigkeit). Exploró detalles, lo discreto, en profundidad y con tal amor y precisión que surgieron cosas imprevistas, aparentemente extrañas, pero absolutamente ciertas (nichts als wahr).
Aunque Kafka mostró poco interés en el ejercicio cuando era niño, más tarde desarrolló una pasión por los juegos y la actividad física, y fue un jinete, nadador y remero consumado. Los fines de semana, él y sus amigos se embarcaban en largas caminatas, a menudo planificadas por el mismo Kafka. Sus otros intereses incluyeron la medicina alternativa, los sistemas educativos modernos como Montessori, y las novedades tecnológicas como los aviones y el cine. Escribir era de vital importancia para Kafka y lo consideró una "forma de oración". Era muy sensible al ruido y prefería el silencio absoluto cuando escribía.
También fue vegetariano estricto y naturista. No tomaba alcohol ni excitantes como el café, el té o el chocolate. Practicaba curas con limón.
Pérez-Álvarez ha afirmado que Kafka podría haber padecido un trastorno de personalidad esquizoide. Su estilo, se afirma, no solo en La Metamorfosis, sino en varios otros escritos, parece mostrar rasgos esquizoides de bajo a medio nivel, que según Pérez-Álvarez habrían influido mucho en su obra Su angustia se puede ver en esta entrada de diario del 21 de junio de 1913: "El mundo inmenso que tengo en la cabeza. Pero cómo liberarme y liberarla a ella sin desgarrarme. Y mil veces prefiero desgarrarlos que retenerlos o enterrarlos en mí. Para eso estoy aquí, eso lo tengo muy claro." 
Dice también en el aforismo de Zürau número 50: «El ser humano no puede vivir sin poseer una confianza duradera en que hay algo indestructible en sí mismo, por lo que tanto lo indestructible como la confianza pueden permanecer ocultos para él de manera duradera. Una de las posibilidades de expresión de ese "permanecer oculto" es la fe en un dios personal.» .
Alessia Coralli y Antonio Perciaccante del Hospital San Giovanni di Dio han postulado que Kafka pudo haber tenido un trastorno límite de la personalidad con insomnio psicofisiológico concurrente. Joan Lachkar interpretó La metamorfosis como "una representación vívida de la personalidad límite" y describió la historia como "modelo para los miedos al abandono, la ansiedad, la depresión y las necesidades de dependencia parasitaria de Kafka. Kafka iluminó la confusión general de la frontera entre los deseos, deseos y necesidades normales y saludables con algo feo y desdeñoso” 
Aunque Kafka nunca se casó, tenía en alta estima el matrimonio y los hijos. Tuvo varias amigas y amantes a lo largo de su vida. Es posible que haya sufrido de un trastorno alimentario. El doctor Manfred M. Fichter, de la Clínica Psiquiátrica de la Universidad de Múnich, presentó "pruebas para la hipótesis de que el escritor Franz Kafka había padecido una anorexia nerviosa atípica", y que Kafka no solo estaba solo y deprimido, sino también "ocasionalmente suicida". En su libro de 1995 Franz Kafka, el paciente judío, Sander Gilman investigó  «por qué un judío podría haber sido considerado '"hipocondríaco" u "homosexual" y cómo Kafka incorpora aspectos de estas formas de entender al varón judío en su propio autoconocimiento". imagen y escritura". Kafka consideró el suicidio al menos una vez, a finales de 1912.

#### Orientación sexual

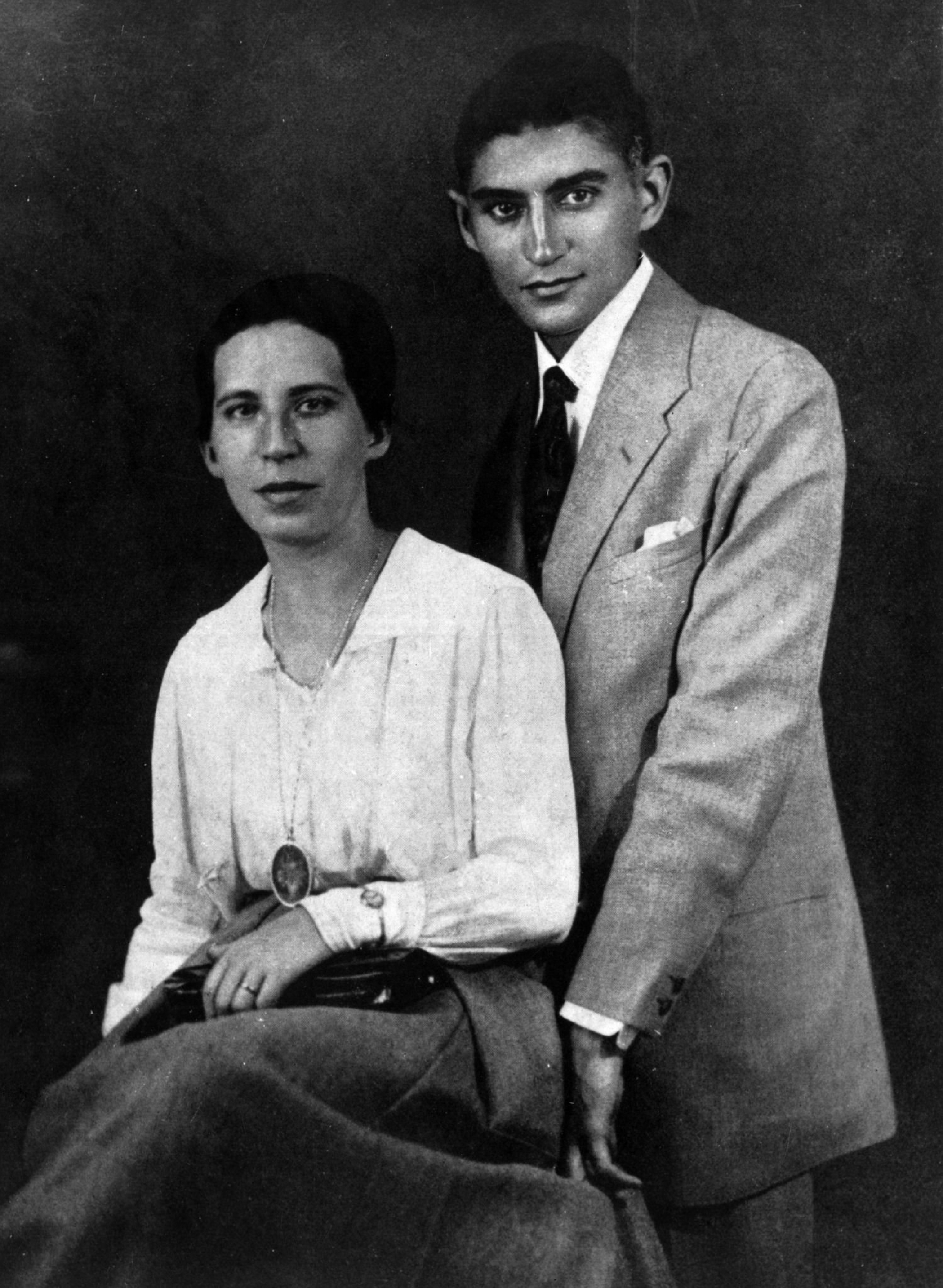
Felice Bauer

Una anotación de Kafka en su diario dice: «El coito como castigo por la felicidad de estar juntos. Vivir lo más ascéticamente posible, más ascéticamente que un soltero, esa es la única forma en que puedo soportar el matrimonio. ¿Pero ella?» Los encuentros sexuales con sus amantes Felice Bauer y Milena Jesenka parecen haber sido aterradores para él. En cambio, son conocidas las visitas de Kafka a los burdeles. Al mismo tiempo, Kafka era un hombre con diversas relaciones platónicas con mujeres en conversaciones y cartas, especialmente durante sus estancias en los balnearios.
En diarios, cartas y en sus obras, las mujeres a menudo se describen desfavorablemente. Vale la pena mencionar aquí su visión inusual de la relación entre hombres y mujeres. Las mujeres son fuertes, físicamente superiores, a veces violentas. En El desaparecido, la criada prácticamente viola a Karl Rossmann, o la hija del dueño de la fábrica, Klara, que le obliga a una lucha desigual, o la monstruosa cantante Brunelda, a quien se ve obligado a prestar servicios. Las mujeres en El castillo son en su mayoría fuertes y toscas (con la excepción de la delicada pero testaruda Frieda).
Las figuras masculinas, por el contrario, se describen repetidamente como bellas o encantadoras. Karl Rossmann en El desaparecido, así como el hermoso niño; o en El castillo, el hermoso, casi andrógino, mensajero Barnabas y el encantador niño Hans Brunswick, que quiere ayudar a K.

##### Enfoques homoeróticos
En las entradas del diario de Kafka, sus amistades con Oskar Pollak, Franz Werfel y Robert Klopstock están tematizadas con matices entusiastas y homoeróticos.
En su obra, las alusiones homoeróticas no se disimulan. En uno de sus primeros cuentos, Descripción de una lucha, el narrador y un conocido tienen una conversación fantástica en la cima de una colina sobre su relación y se hieren mutuamente. Karl Rossmann desarrolla un vínculo casi incomprensible con el fogonero, a quien acaba de conocer en el barco. El fogonero lo había invitado a su cama. Mientras se despide, duda de que su tío pueda reemplazar al fogonero.
En El castillo, K., el protagonista, entra por la fuerza en la habitación del oficial Bürgel. Cansado, se acuesta en la cama con el oficial, quien le da la bienvenida. Durmiendo sueña con un secretario como un dios desnudo.

##### Fantasías sadomasoquistas
Kafka escribió en una carta a Milena Jesenska en noviembre de 1920: «Sí, torturar es extremadamente importante para mí, no me preocupa nada más que ser torturado y torturar».
En una anotación de su diario del 4 de mayo de 1913 señala: «Siempre la idea de un cuchillo de carnicero ancho, que apresuradamente y con regularidad mecánica se desliza hacia mí desde el costado y corta secciones transversales muy delgadas, que vuelan casi enrolladas durante el trabajo rápido».
También aparece un momento sadomasoquista en La metamorfosis: El insecto lucha por la imagen de una mujer con una piel, que recuerda a la novela corta La Venus de las pieles de Sacher-Masoch.
En la colonia penitenciaria, la tortura con la ayuda de un «aparato peculiar» es el tema principal. Hay un cambio de roles entre la víctima (convicto desnudo) y el perpetrador (oficial). El oficial inicialmente cree en el efecto catártico de la tortura a manos de la sofisticada máquina que le muestra al viajero. En su emoción, el oficial abraza al viajero y apoya su cabeza en su hombro. Pero el viajero de ninguna manera puede ser persuadido de este tipo de justicia por medio de la tortura, y así emite un veredicto negativo sobre la máquina, al cual el oficial reacciona sometiéndose voluntariamente a la tortura.
El episodio de la paliza en El proceso es una puesta en escena abiertamente sadomasoquista. Hay dos guardias que estuvieron ausentes por causa de K. Como castigo, deben ser golpeados estando desnudos con una vara por un ejecutor semidesnudo en ropa de cuero negro. Este procedimiento aparentemente dura más de dos días.

### La cuestión de la nacionalidad
Kafka pasó la mayor parte de su vida en Praga, que hasta el final de la Primera Guerra Mundial en 1918 perteneció a la sociedad multiétnica que era el imperio austrohúngaro y después de la guerra se convirtió en la capital de la recién fundada Checoslovaquia. Kafka se describió a sí mismo en una carta, como un hablante nativo de alemán ("El alemán es mi lengua materna, pero el checo me viene al corazón"). La población de habla alemana en Praga, que constituía alrededor del siete por ciento, vivía en una “reclusión similar a una isla” con su idioma, también conocido como “alemán de Praga” (Pragerdeutsch) Kafka también se refirió a este aislamiento cuando escribió en la misma carta: “Nunca he vivido con el pueblo alemán. También pertenecía a la minoría judía. Ya en las escuelas había discusiones violentas entre residentes de Praga de habla checa y alemana. El Reich alemán permaneció lejano para Kafka -por ejemplo durante la Primera Guerra Mundial- y no se reflejó en su obra. Tampoco se puede encontrar evidencia de la autopercepción de una nacionalidad austriaca. Kafka tampoco tuvo relación alguna con Checoslovaquia, fundada en 1918. A diferencia de sus superiores germano-bohemios, Kafka conservó su puesto en la institución de seguros de los trabajadores después de 1918 e incluso fue ascendido debido a su conocimiento del idioma checo y su reticencia política. Desde entonces, utilizó la forma checa de su nombre František Kafka en la correspondencia oficial en idioma checo.
El medio en el que creció Kafka, el de los judíos occidentales asimilados, era decididamente leal al kaiser austríaco, por lo que el patriotismo se aceptaba sin cuestionamientos. Kafka participó en un evento patriótico al comienzo de la Primera Guerra Mundial y comentó: "Fue maravilloso". Se refirió a "la magnitud de la experiencia de las masas patrióticas", "que lo desbordó". También encaja en este cuadro que invirtió sumas considerables en bonos de guerra. Tras el derrumbe de la monarquía de los Habsburgo, el resentimiento antigermánico y antisemita en la población mayoritaria de Praga, que antes apenas había sido disimulado, aumentó, Kafka lo percibió y reaccionó concretizando sus planes migratorios. Sin embargo, no se acercó a los ideólogos sionistas de su entorno: “Me paso toda la tarde en las calles bañándome en el odio a los judíos. Una vez escuché que los judíos fueron llamados prašivé plemeno [raza sarnosa]. ¿No es natural que uno se vaya de donde es tan odiado (el sionismo o el sentimiento nacional no son necesarios para esto)?

### Judaísmo y sionismo
Kafka creció en Praga como judío de habla alemana. Estaba profundamente fascinado por los judíos de Europa oriental, de quienes pensaba que poseían una intensa vida espiritual que estaba ausente en los judíos occidentales. Su diario contiene muchas referencias a la literatura en yidis. Sin embargo, a veces estuvo alienado del judaísmo y de la vida judía. El 8 de enero de 1914, escribió en su diario:

“¿Qué tengo en común con los judíos? Tengo poco en común conmigo mismo y debería quedarme muy quieto en un rincón, contento de poder respirar”.

En su adolescencia, Kafka se declaró ateo.
A través del círculo de conocidos de Kafka y principalmente a través del compromiso de Max Brod con el sionismo, la investigación sobre Kafka se ha enfrentado a menudo con la cuestión de la relación del escritor con el judaísmo y con las controversias en torno a la asimilación de los judíos occidentales. En la Carta al padre, Kafka se queja en un largo pasaje de la “nada del judaísmo” que le inculcaron en su juventud, pero al mismo tiempo expresa su admiración por el actor yiddish Yizchak Löwy. Su simpatía por la cultura judía oriental ha sido documentada varias veces. Como escritor, puso como tabú todo lo “explícitamente judío […]: el término no aparece en su obra literaria”. Sin embargo, su biógrafo Reiner Stach interpreta a los perros aéreos de la parábola Investigaciones de un perro como el pueblo judío en la diáspora.
Hawes sugiere que Kafka, aunque muy consciente de su propio judaísmo, no lo incorporó a su obra, que carece de personajes, escenas o temas judíos. En opinión del crítico literario Harold Bloom, aunque Kafka estaba incómodo con su herencia judía, fue el escritor judío por excelencia. Lothar Kahn es igualmente inequívoco: "La presencia del judaísmo en la oeuvre de Kafka ya no está sujeta a duda". Pavel Eisner, uno de los primeros traductores de Kafka, interpreta El proceso como la encarnación de la "triple dimensión de la existencia judía en Praga ... su protagonista Josef K. es (simbólicamente) arrestado por un alemán (Rabensteiner), un checo (Kullich) y un judío (Kaminer). Representa la 'culpa inocente' que impregna al judío en el mundo moderno, aunque no hay evidencia de que él mismo sea judío".
En su ensayo ¿Sadness in Palestine?! (¿Tristeza en Palestina?!), Dan Miron explora la conexión de Kafka con el sionismo: "Parece que aquellos que afirman que hubo tal conexión y que el sionismo desempeñó un papel central en su vida y obra literaria, y aquellos que niegan la conexión por completo o descartan su importancia, están ambos equivocado. La verdad se encuentra en algún lugar muy difícil de alcanzar entre estos dos polos simplistas."  Kafka consideró mudarse a Palestina con Felice Bauer, y más tarde con Dora Diamant. Estudió hebreo mientras vivía en Berlín, contrató a un amigo de Brod de Palestina, Pua Bat-Tovim, para que fuera su tutor y asistió a las clases del los rabinos Julius Grünthal y Julius Guttmann en la Hochschule für die Wissenschaft des Judentums (Colegio para el Estudio del Judaísmo) de Berlín.
Hacia el final de su vida, Kafka envió una postal a su amigo Hugo Bergmann en Tel Aviv, anunciándole su intención de emigrar a Palestina. Bergmann se negó a recibir a Kafka porque tenía niños pequeños y temía que Kafka los contagiara de tuberculosis. Su salud deteriorada le impidió mudarse en 1923. Reiner Stach lo resume: “Palestina siguió siendo un sueño que su cuerpo finalmente destruyó.”

## Claves de su obra

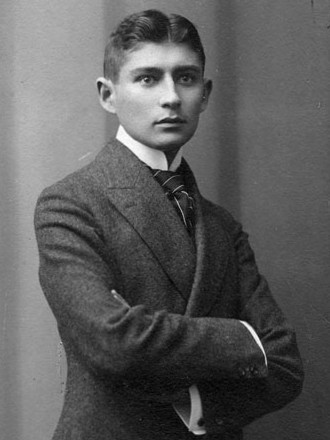
Franz Kafka en 1906

Kafka solo publicó algunas historias cortas durante toda su vida, una pequeña parte de su trabajo, por lo que su obra pasó prácticamente inadvertida hasta después de su muerte. Poco antes, le dijo a su amigo y albacea Max Brod que destruyera todos sus manuscritos. Brod no le hizo caso y supervisó la publicación de la mayor parte de los escritos que tenía. La compañera final de Kafka, Dora Diamant, cumplió sus deseos pero solo en parte: guardó en secreto la mayoría de sus últimos escritos, entre ellos 20 cuadernos y 35 cartas, hasta que la Gestapo los confiscó en 1933. La búsqueda de los papeles desaparecidos de Kafka aún continúa en varios países.
Los escritos de Kafka pronto despertaron el interés del público y recibieron elogios de la crítica, lo que posibilitó su rápida divulgación. Su obra marcó la literatura de la segunda mitad del siglo xx. Todas sus páginas publicadas están escritas en alemán, excepto varias cartas en checo dirigidas a Milena.
Se hizo famoso en los años 1920 en Austria y Alemania y en los años 1930 en Francia, el Reino Unido y los Estados Unidos, aunque con interpretaciones muy dispares. G. Janouch publicó su biografía, Conversaciones, en 2006.
Su obra se apreció aún más después de la Segunda Guerra Mundial. En Francia, Marthe Robert consiguió que se hiciesen ediciones más fiables, en un lento proceso que duró años. En Buenos Aires fue traducido y difundido en todos los países de lengua española. En España, La metamorfosis fue un relato de enorme éxito desde muy temprano. Galaxia Gutenberg ha publicado hasta 2018 cuatro volúmenes de las obras completas de Kafka en castellano: sus novelas, diarios, narraciones y otros escritos, y cartas 1900-1914.
En su obra a menudo el protagonista se enfrenta a un mundo difícil, basado en reglas desconocidas, paradójicas o inescrutables. La importancia de su mirada ha sido tal que en varias lenguas se ha acuñado el adjetivo «kafkiano» para describir situaciones que recuerdan a las reflejadas por él.
Harold Bloom escribió en 1995: «Desde una perspectiva puramente literaria, ésta es la época de Kafka, más incluso que la de Freud. Freud, siguiendo furtivamente a Shakespeare, nos ofreció el mapa de nuestra mente; Kafka nos insinuó que no esperáramos utilizarlo para salvarnos, ni siquiera de nosotros mismos».

### Interpretación
La mayoría de los escritores y críticos del siglo xx ha hecho referencias a su figura. Ha habido multitud de estudiosos que han intentado (e intentan) encontrarle sentido a la obra de Kafka, interpretándola en función de distintas escuelas de crítica literaria, como por ejemplo la modernista o la realista mágica. Pero es el principal baluarte del expresionismo literario en alemán. Aportó a la literatura moderna un nuevo mecanismo narrativo: el de la parábola o relato simbólico, al que suprimió toda moraleja, reflejando así el absurdo y la angustia de una existencia de perpetua postergación indefinida. Las parábolas de Kafka son distintas de las antiguas, ya que no tienen interpretación. Un corto ejemplo lo ofrece, por ejemplo, su microrrelato La partida:

Ordené que trajeran mi caballo del establo. El sirviente no entendió mis órdenes. Así que fui al establo yo mismo, ensillé mi caballo y lo monté. A distancia escuché el sonido de una trompeta y le pregunté al sirviente qué significaba. Él no sabía nada ni había oído nada. En el portal me detuvo y preguntó:
—¿Adónde va el patrón?
—No lo sé —le dije— simplemente fuera de aquí, simplemente fuera de aquí. Fuera de aquí, nada más; es la única manera en que puedo alcanzar mi meta.
—¿Así que usted conoce su meta? —preguntó él.
—Sí —repliqué— te lo acabo de decir. Fuera de aquí, esa es mi meta.

La desesperación y el absurdo reflejados en su obra se consideran (o se consideraron) emblemáticos del existencialismo, según la lectura de Albert Camus y en cierta medida de Jean-Paul Sartre, dominante tras la Segunda Guerra Mundial. En ese sentido, hablaban de Kierkegaard como su principal antecesor (dejando de lado los aspectos religiosos), si bien Kafka fue un lector devoto de Flaubert, un admirador de Dickens (presencia perceptible en su América). Georges Bataille introdujo la mirada de Kafka dentro de la tradición romántica del mal.
Algunos han visto una influencia marxista en la satirización de la burocracia en En la colonia penitenciaria, El proceso y El castillo. Otros ven una tendencia anarquista en el individualismo antiburocrático de Kafka, tomando en cuenta su breve militancia en una organización anarquista y su apoyo a algunas campañas de los anarquistas checos. Otros han interpretado su obra bajo el prisma del judaísmo y el misticismo. Existe también una lectura política, referida sobre todo a El proceso, que tiene en cuenta el contexto antisemita y pre-nazi en el que vivió Kafka.
Walter Benjamin, que rechazaba la idea de Brod según la cual Kafka estaba en el camino a la santidad, interpretó una tensión entre la tradición mística y la experiencia del hombre en la gran ciudad. Según el ensayista alemán, Kafka «vive en un mundo complementario», como Klee, cuya pintura estaba esencialmente aislada en su esfera propia.
Muchos críticos consideran que bajo las líneas de Kafka no se encuentra ningún sentido recóndito, que sus textos solo son historias y cuentos. Autores como Vladimir Nabokov o Edmund Wilson, el segundo de un modo algo despectivo, han rechazado las lecturas esotéricas. El mundo de Kafka no es nada oculto, sino un mundo de los hombres, construido por ellos mismos, y como señala Arendt, que está expresado gracias a la «simplicidad y fácil naturalidad de su lenguaje». Cada frase vale literalmente lo que se dice en ella, según señalaba el pensador alemán Adorno.
La traductora kafkiana Marthe Robert, entre 1963 y 1979, renovó los estudios sobre el checo. Más aún, Barthes, de acuerdo con esta crítica francesa, defendió fijarse ante todo en su técnica «alusiva», técnica que apela a algo que es defectuoso por fuerza, puesto que el sentido del mundo no es enunciable en realidad.
Se subraya repetidamente el motivo de la alienación y de la manía persecutoria en Kafka. Este énfasis está inspirado en parte en la contra-crítica de Gilles Deleuze y Félix Guattari, que mantenían que Kafka representa mucho más que el estereotipo de figura solitaria que escribe movida por la angustia, y que su trabajo era mucho más deliberado, subversivo y, aun así, «alegre» de lo que parecía ser. Los biógrafos han comentado que Kafka, como otros grandes escritores, solía leer capítulos del libro en el que estaba trabajando a sus amigos más íntimos, y que la situación llegaba a ser cómica y concluía en risas de todos.
Su obra es expresiva como ninguna otra de las ansiedades y la alienación del hombre del siglo xx. También viene a expresar las relaciones entre literatura y amenaza, como señalaba Blanchot. Según Auden Kafka «es tal vez el más grande, el maestro de la parábola pura, un género literario sobre el cual el crítico puede decir muy poco que valga la pena», pues el "significado de una parábola, en realidad, es diferente para cada lector".
O bien, como señaló Coetzee, que siendo el menos psicológico de los escritores, Kafka tuvo un sentido penetrante de las obscenas interioridades del poder. Pero puede entenderse paralelamente por vías muy distintas. Por ejemplo el escritor y crítico W. G. Sebald describe la llegada de K. al Castillo como la elección del país de la muerte.
Ha sido constante también el análisis de su obra a la luz de la biografía de Kafka. En su caso,

parece como si se tratase de la presentación de acontecimientos o situaciones de los que es protagonista el hombre Kafka y a los que el escritor Kafka ha proporcionado al mismo tiempo el carácter de la realidad literaria. Las relaciones del hombre Kafka con sus padres, sus hermanos, la actitud personal frente a la propia profesión (...), la insatisfacción que le invade, la realidad de la institución familiar, la incapacidad y al mismo tiempo necesidad de una vida matrimonial, el desgarramiento profundo de una existencia sin satisfacciones, los miedos y temores ante la propia vida y todos sus componentes, el miedo a la soledad pero al mismo tiempo la necesidad de la misma, la inseguridad vital, el miedo al contacto sexual, el miedo al poder proceda de donde proceda, etc., son todos ellos componentes de la obra de Kafka que encuentran un cierto paralelismo en su vida.
Acosta (1998, pp. 15-16)

#### Descripción de una lucha
El relato Descripción de una lucha (Beschreibung eines Kampfes, 1903-1907) fue la primera obra que escribió Kafka. De acuerdo con su título, la narración describe una lucha personal, esto es, la reflexión sobre unos conflictos internos que el narrador en primera persona expone a lo largo de su conversación con otro personaje. El tema es la inseguridad vital permanente como fruto de la intromisión de lo improbable en lo probable, de lo fantástico o imaginado en lo real. Formalmente, el relato presenta una característica falta de lógica narrativa en medio de un mundo de irrealidad.

#### Preparativos de boda en el campo
La indecisión entre la realidad y lo improbable, se decanta en favor de la primera en este texto. Con un cierto alejamiento de las abstracciones, el relato presenta a un individuo que, ante su inminente boda, que siente como una obligación, expresa sus malas sensaciones acerca de una vida social a la que no va a ser capaz de adaptarse y que terminará por ser una carga para él. La perspectiva narrativa es la de un narrador objetivo, cinematográfico.

#### Contemplación
Se trata de un libro compuesto por 18 relatos en los que se continúa con el tema de los conflictos del individuo en el interior de su medio social y se mantiene el interés por el difícil equilibrio entre lo seguro y lo inseguro que es inherente a la realidad; una realidad vista como circular e imprecisa, donde la verdad se sustenta en una lógica que solo es aparente. Técnicamente, es significativo el uso de la parábola, a la que Kafka despoja de su componente didáctico.

#### La condena
El motivo argumental de esta narración es una disputa familiar entre un hijo y un padre que al final se resuelve según la voluntad de este. La consecuencia psicológica es un rechazo del hijo hacia su padre que le lleva incluso a desear asesinarlo. La fluctuación que hay en el texto entre la psicología de los personajes y los hechos externos envuelven al relato en una atmósfera próxima a la de un sueño.

### La metamorfosis

#### Argumento
La metamorfosis, también conocida como La transformación, relato que por su extensión entra en la categoría de novela corta, se gestó a finales de 1912. Muestra cómo cambia la vida del joven Gregorio Samsa, un sencillo viajante de comercio, cuando al despertar una mañana tras un sueño intranquilo se encontró en su cama convertido en un monstruoso insecto. A partir de ahí, la novela cuenta el camino que sigue el protagonista que toma conciencia de su nueva situación, y cómo la asume también su propia familia, hasta su muerte y la liberación que esta supone para los que le rodean.

#### Interpretación de la novela
A lo largo de esta obra, Kafka muestra no solo los pensamientos y el afán de supervivencia del hombre-insecto una vez que asume su nueva realidad, sino principalmente las reacciones de los que tiene a su alrededor: su jefe, la sirvienta, los huéspedes que irán a vivir a su casa y, sobre todo, su padre, su madre y su hermana Greta, de 17 años. Los sentimientos evolucionan desde la pena o el rechazo inicial, al odio y el alivio tras la muerte. Pese a las pocas alusiones temporales, el relato empieza, más o menos, en Navidad y termina a finales de marzo. Hay alguna que otra analepsis que muestra algunos hechos del pasado.
La novela presenta la historia a través de un narrador externo y objetivo. Esta novela reúne lo más significativo del estilo de Kafka, por cuanto reproduce sus principales características: un protagonista que se siente perdido ante circunstancias que no controla; el simbolismo y el valor metafórico que puede darse su contenido; la escasez de la acción, que gira casi exclusivamente en torno a un personaje indefenso ante una realidad hostil. Todo ello narrado de manera objetiva y ajena a todo artificio retórico. Su universalidad deriva de la sensación de inadaptación que desprende: el protagonista "no encaja" con la realidad, sea esta lo que sea, incluso burguesa, como otra especie de moderno Frankenstein. En cierta manera, es un paradigma de la adolescencia.

## Influencia
A diferencia de muchos escritores famosos, Kafka rara vez es citado por otros. En cambio, es destacado más por sus visiones y perspectivas.  Shimon Sandbank, profesor, crítico literario y escritor, identifica a Kafka como alguien que influyó en Jorge Luis Borges, Albert Camus, Eugène Ionesco, J. M. Coetzee y Jean-Paul Sartre. Kafka tuvo una fuerte influencia en Gabriel García Márquez y la novela El palacio de los sueños de Ismail Kadare. Un crítico literario del Financial Times considera que Kafka influenció a José Saramago, y Al Silverman, escritor y editor, afirma que a J. D. Salinger le encantaba leer las obras de Kafka. El escritor rumano Mircea Cărtărescu dijo "Kafka es el autor que más amo y que significa, para mí, la puerta a la literatura"; también describió a Kafka como "el santo de la literatura". Kafka ha sido citado como una influencia en el escritor japonés Haruki Murakami, quien rindió homenaje a Kafka en su novela Kafka en la orilla con el protagonista homónimo.
En 1999, un comité de 99 autores, académicos y críticos literarios clasificó a El proceso y El castillo como la segunda y la novena novelas en alemán más importantes del siglo XX. Harold Bloom dijo que "cuando es más él mismo, Kafka nos brinda una inventiva y una originalidad continuas que rivalizan con Dante y realmente desafían a Proust y Joyce como el autor occidental dominante de nuestro siglo". Sandbank argumenta que a pesar de la omnipresencia de Kafka, su estilo enigmático aún no ha sido emulado. Neil Christian Pages, profesor de estudios alemanes y literatura comparada en la Universidad de Binghamton, que se especializa en las obras de Kafka, dice que la influencia de Kafka trasciende la literatura y la erudición literaria e impacta las artes visuales, la música y la cultura popular. Harry Steinhauer, profesor de literatura alemana y judía, dice que Kafka "ha tenido un impacto más poderoso en la sociedad alfabetizada que cualquier otro escritor del siglo XX". Brod dijo que el siglo XX algún día será conocido como el "siglo de Kafka".
Michel-André Bossy escribe que Kafka creó un universo burocrático rígidamente inflexible y estéril. Kafka escribió de manera distante llena de términos legales y científicos. Sin embargo, su universo serio también tenía un humor perspicaz, todo destacando la "irracionalidad en las raíces de un mundo supuestamente racional". Sus personajes están atrapados, confundidos, llenos de culpa, frustrados y sin comprensión de su mundo surrealista. Gran parte de la ficción posterior a Kafka, especialmente la ciencia ficción, sigue los temas y preceptos del universo de Kafka. Esto se puede ver en las obras de autores como George Orwell y Ray Bradbury.

### Kafkiano
El término kafkiano se utiliza para describir conceptos y situaciones que recuerdan la obra de Kafka, en particular El proceso y La metamorfosis. La palabra más antigua que ha sido tomada de un escritor y usada como adjetivo es dantesco, que ya fue documentada en 1799. Comúnmente se describen instancias en las que la burocracia domina a las personas, a menudo en un entorno surrealista y de pesadilla que evoca sentimientos de insensatez, desorientación e impotencia. Los personajes en un entorno kafkiano a menudo carecen de un curso de acción claro para escapar de una situación laberíntica. Los elementos kafkianos a menudo aparecen en obras existenciales, pero el término ha trascendido el ámbito literario para aplicarse a sucesos y situaciones de la vida real que son incomprensiblemente complejos, extraños o ilógicos.
Reiner Stach, un biógrafo de Kafka, dijo al respecto en una entrevista: "La gente por lo general quiere decir algo absurdo y al mismo tiempo misterioso, sobre todo se trata de algún tipo de relaciones de poder: si aquellos que ocupan el centro del poder permanecen en la oscuridad, entonces se siente que la situación es "kafkiana" [...]. En sus novelas, la cúspide de la pirámide es invisible, y en la sociedad actual -pese a la aparente transparencia- no se sabe exactamente cómo están las cosas en relación con las máximas autoridades. No sabemos dónde está el centro de poder, ni siquiera sabemos si tal centro existe. […]  en el mejor de los casos uno llega a conocer a los intermediarios. Es como en El proceso de Kafka”.
Milan Kundera también analizó el término y sus connotaciones cómicas, si bien grotescas: "En el mundo de lo kafkiano, lo cómico no es un contrapunto a lo trágico (tragicómico) como en Shakespeare; no está para hacer más llevadero lo trágico aligerando el tono, no acompaña a la trágico en absoluto, lo destruye en el huevo y priva así a las víctimas del único consuelo que podían esperar: el consuelo que se encuentra en la grandeza (real o supuesta) de la tragedia. El ingeniero [de El proceso] pierde su patria y todos se ríen".
"Un ejemplo realista sería la situación de una persona que no puede encontrar un lugar para vivir porque no tiene ingresos estables y que, por otro lado, no puede encontrar un trabajo porque no tiene un domicilio fijo. Las disposiciones aquí son claras y comprensibles en términos de su propósito; sin embargo, se entrelazan de tal manera que llevan a los afectados a un callejón social sin salida".
Numerosas películas y trabajos de televisión se han descrito como kafkianos, y el estilo es particularmente prominente en la ciencia ficción distópica. Las obras de este género que han sido así descritas incluyen la película Brazil (1985) de Terry Gilliam y la película negra de ciencia ficción Dark City (1998) de Alex Proyas. Películas de otros géneros que han sido descritas de manera similar incluyen El inquilino (1976) de Roman Polanski y Barton Fink (1991) de los hermanos Coen . Las series de televisión The Prisoner y The Twilight Zone también han sido descritas con frecuencia como kafkianas.
Sin embargo, con el uso común, el término se ha vuelto tan omnipresente que los estudiosos de Kafka notan que su empleo es a menudo incorrecto. Entonces, más exactamente, según el autor Ben Marcus, parafraseado en "Lo que significa ser kafkiano" de Joe Fassler en The Atlantic, "las cualidades por excelencia de Kafka afectan el uso del lenguaje, un entorno que se extiende a ambos lados de la fantasía y la realidad, y un sentido de esfuerzo", incluso frente a la desolación, desperanzado y lleno de esperanza".

## Obras

### Publicadas en vida

#### Relatos
- Contemplación (Betrachtung-1912)

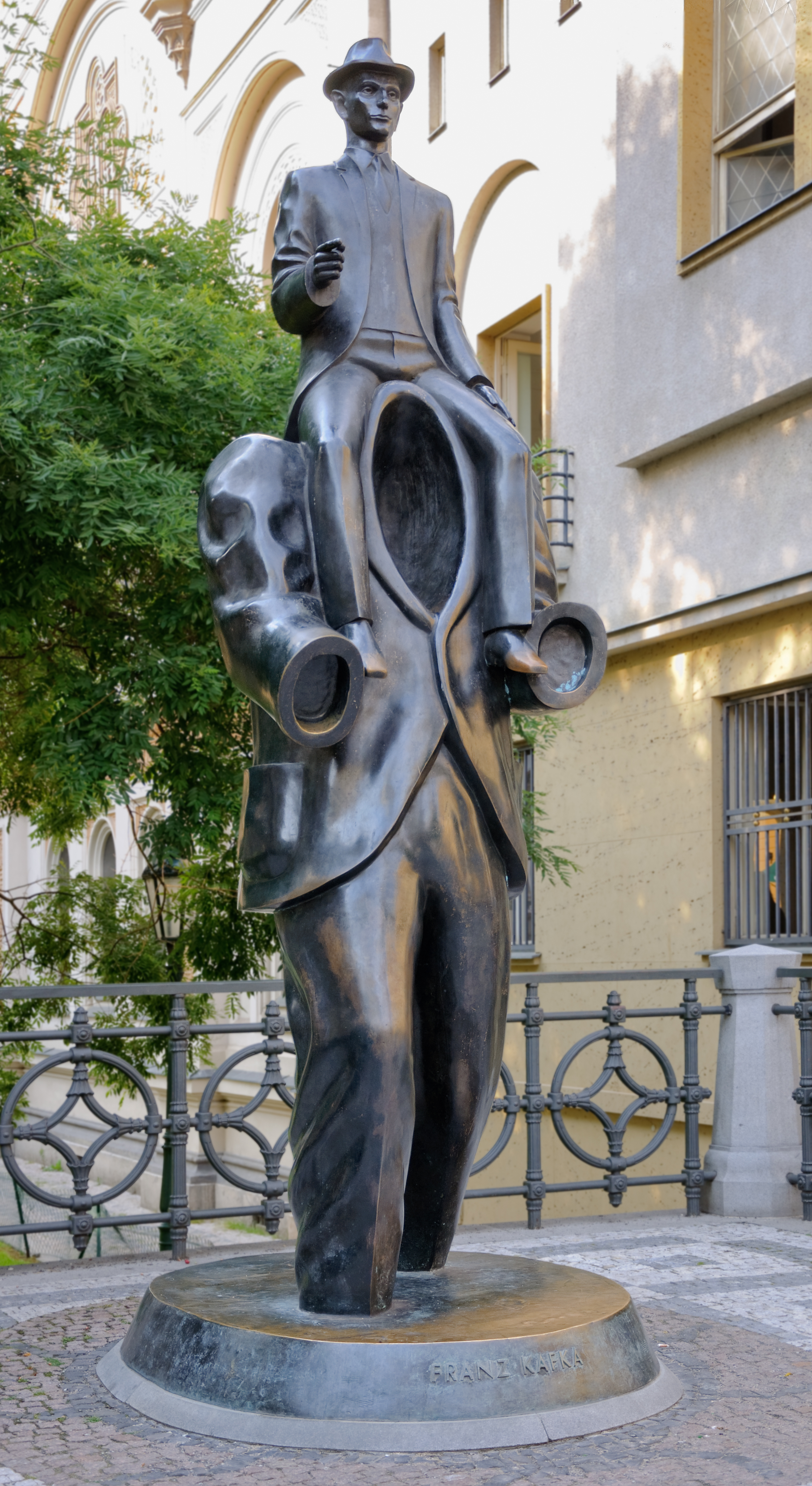
Estatua de bronce dedicada a Franz Kafka en Praga.

- Niños en el camino vecinal (Kinder auf der Landstraße)
- Desenmascaramiento de un engañabobos (Entlarvung eines Bauernfängers)
- El paseo repentino (Der plötzliche Spaziergang)
- Resoluciones (Entschlüsse)
- La excursión a la montaña (Der Ausflug ins Gebirge)
- La desventura del soltero (Das Unglück des Junggesellen)
- El tendero (Der Kaufmann)
- Mirando distraídamente fuera (Zerstreutes Hinausschaun)
- El camino a casa (Der Nachhauseweg)
- Los transeúntes (Die Vorüberlaufenden)
- El pasajero (Der Fahrgast)
- Vestidos (Kleider)
- El rechazo (Die Abweisung)
- Tema de reflexión para jinetes que montan caballos propios (Zum Nachdenken für Herrenreiter)
- La ventana a la calle (Das Gassenfenster)
- Deseo de convertirse en indio (Wunsch, Indianer zu werden)
- Los árboles (Die Bäume)
- Ser desdichado (Unglücklichsein)

- La condena. Una historia para Felice B. (Das Urteil-1913)
- El fogonero. Un fragmento (1913)
- La transformación (Die Verwandlung - 1915)
- En la colonia penitenciaria (In der Strafkolonie - 1919)
- Un médico rural (Ein Landarzt-1919)

- El nuevo abogado
- Un médico rural (Ein Landarzt-1917)
- En la galería
- Un viejo manuscrito
- Ante la ley (parábola). Fragmento de El Proceso.
- Chacales y árabes
- Una visita a la mina
- El pueblo más cercano
- Un mensaje imperial
- Preocupaciones de un padre de familia (Die Sorge eines Hausvaters)
- Once hijos
- Un fratricidio
- Un sueño (Ein Traum)
- Informe para una academia (Ein Bericht für eine Akademie-1917)

- Un artista del hambre (Ein Hungerkünstler-1924)

- Primer sufrimiento o Un artista del trapecio
- Una mujercita
- Un artista del hambre (Ein Hurgerkünstler)
- Josefina la cantora o el pueblo de los ratones

#### En revistas
- Un breviario para damas (1909)
- Conversación con el borracho (1909)
- Conversación con el orante (1909)
- Los aeroplanos en Brescia (1909)
- Una novela de juventud (1910)
- Una revista extinta (1910)
- Primer capítulo del libro Richard y Samuel (1912)
- Barullo (1912)
- Desde Matlárháza (1920)
- El jinete del cubo (1921)

### Póstumas

#### Novelas
- El proceso[172] (Der Prozeß, 1925). Inconclusa. Escrita entre 1914 y 1915.
- El castillo[172] (Das Schloß, 1926). Inconclusa. Escrita en 1922.
- El desaparecido[172] (Der Verschollene, 1927). Inconclusa. Escrita en 1912. Durante años fue conocida como América, título que Max Brod escogió, pero estudios recientes han determinado que Kafka la tituló El desaparecido. Desde 1982 la distribución de los capítulos y fragmentos se modificó, y la editorial Fischer publicó en alemán la edición definitiva.

#### Relatos y fragmentos
Se indican los años de escritura.
| - Cuando Eduardo Raban... (1906-1907). Conocido como "Preparativos de boda en el campo". - Y la gente bien vestida... (1907-1908). Conocido como "Descripción de una lucha". Dos fragmentos se publicaron en revistas en vida de Kafka: "Conversación con el borracho" (1909) y "Conversación con el orante" (1909). - "El maestro del pueblo" (1914-1915). También conocido como "El topo gigante". - Un estudiante, joven ambicioso... (1914-1915) - Blumfeld, un soltero... (1915) - Yo estaba rígido y frío... (1917). Conocido como "El puente". - Dos niños estaban sentados... (1917) - Una mañana, el abogado Bucephalas... (1917) - Ayer vino a casa una extenuación... (1917) - Seguramente debería haberme ocupado antes... (1917) - Aquella noche en que el ratoncito... (1917) - "Durante la construcción de la muralla china" (1917) - Era verano, un día caluroso... (1917). Conocido como "El golpe a la puerta de la granja". - Al llegar a casa por la tarde... (1917) - El peso de mi negocio recae por completo sobre mí... (1917). Conocido como "El vecino". - "Un cruzamiento" (1917) - "¿Cómo es eso, cazador Gracchus?..." (1917) - Mis dos manos empezaron a pelearse (1917) - K. era un gran prestidigitador... (1917) - Ayer estuve por primera vez en las oficinas de la dirección... (1917) - Un suceso cotidiano... (1917). También conocido como "Una confusión cotidiana". - "Una vida" (1917) - Sancho Panza... (1917) - Para protegerse de las sirenas... (1917-1918). Conocido como "El silencio de las sirenas". - Érase una vez una comunidad de canallas.... (1917) - Sobre Prometeo... (1918). Conocido como "Prometeo". - ¿Quieres irte lejos de mí?... (1918) - Estaba invitado entre los muertos... (1920) - Amaba a una muchacha... (1920) - Me encontraba cerca de la puerta... (1920) - A decir verdad, el asunto... (1920) - Remaba en un lago... (1920) - ¡El gran nadador!... (1920) - A la entrada de mi casa... (1920) - Sumido en la noche... (1920) - Nuestra pequeña ciudad... (1920) - "Sobre la cuestión de las leyes" (1920) - Las levas, a menudo necesarias (1920) - Da vergüenza decir con qué medios gobierna el coronel imperial... (1920) - Una noche de otoño... (1920) - Los niños retozan en la escalinata de la iglesia... (1920) - Había una gran hogaza sobre la mesa (1920) - Había apostado un centinela... (1920) - Se mordía el labio inferior... (1920) - Estaba en el despacho del ingeniero de minas... (1920) - Lucho; nadie lo sabe... (1920) - Es gente extraña... (1920) - Unos labradores que al anochecer... (1920) - "¿En qué reside tu poder?"... (1920) - Poseidón hacía cálculos... (1920). Conocido como "Poseidón". - Acudieron a mí algunas personas... (1920) - Un campesino me detuvo en la carretera... (1920) - Estaba sentado en el palco... (1920) | - Somos cinco amigos... (1920) - Pasaron los botes... (1920) - Corríamos por el suelo liso... (1920) - Cuando empezó a construirse la Torre de Babel... (1920) - Es un mandato... (1920) - "¿No soy yo el timonel?"... (1920) - "Consolidación" (1920) - Soy un criado... (1920) - Érase un buitre... (1920). Conocido como "El buitre". - Me pierdo una y otra vez... (1920) - Dices que debo seguir bajando... (1920) - Estaba indefenso ante ese personaje... (1920) - Es el animal de la gran cola... (1920) - "Ay", dijo el ratón... (1920). Conocido como "Fabulilla". - El correo del zar... (1920) - No es que tú estés enterrado... (1920) - Si avanzas corriendo y sin cesar... (1920) - Un filósofo solía frecuentar... (1920) - Veinte pequeños sepultureros... (1922) - Ordené traer mi caballo del establo... (1922). Conocido como "La partida". - No era muy seguro que yo tuviera abogados... (1921-1922) - En nuestra sinagoga... (1921-1922) - Érase un juego de paciencia... (1921-1922) - ¡Cómo ha cambiado mi vida... (1922). Conocido como "Investigaciones de un perro". - "Imágenes de la defensa de una granja" (1922) - En la ciudad se construye sin cesar... (1922) - Me alojaba en el hotel Edthofer... (1922) - Era a primera hora de la mañana... (1922). Conocido como "Déjalo correr". - Muchos se quejaban... (1922). Conocido como "De las alegorías". - "El matrimonio" (1922) - Era un trabajo muy difícil... (1923-1924) - Serpentea el sueño… (1923-1924) - Lo característico de la ciudad… (1923-1924) - Búscalo con afilada pluma... (1923-1924) - He vuelto... (1923-1924) - He provisto a la obra... (1923). Conocido como "La obra". |

#### Correspondencia
- Carta al padre (1919), 1952
- Cartas a Milena (1920-1923), 1952
- Cartas a Felice (1912-1917), 1967
- Cartas a Ottla y a la familia (1909-1924), 1974
- Cartas a Max Brod (1904-1924), 1989
- Cartas a los padres (1922-1924), 1990

#### Diarios y aforismos
Se indican los años de escritura.
- Diarios (1910-1923)
- Aforismos de Zürau (1917). Titulados por Brod Reflexiones sobre el pecado, el dolor, la esperanza y el verdadero camino.
- Cuadernos en octavo (1917)

#### Dibujos
- Los dibujos (2021, Galaxia Gutenberg)[173]

### Ediciones de obras completas en alemán
- Obras completas, por Max Brod. S Fischer, Frankfurt/Nueva York, 1950-1974. Conocida como la edición Brod; hoy, obsoleta.
- Edición crítica. Escritos, diarios, cartas, por Jürgen Born, Gerhard Neumann , Malcolm Pasley y Jost Schillemeit. S Fischer, Frankfurt, 1982. Conocida como la edición crítica, KKA.
- Obras recogidas en 12 volúmenes en la versión del manuscrito, por Hans Gerd Koch. S Fischer, Frankfurt, 1983. Texto idéntico al de la edición crítica.
- Edición histórico-crítica de todos los manuscritos, grabados y tipos de letra, por Roland Reuß y Peter Staengle. Stroemfeld Verlag, Frankfurt/Basilea, 1995. Conocida como edición de Franz Kafka, FKA; aún no completada.

### Correspondencia completa en alemán
- Cartas, volumen 1 (1900-1912), 1999. Editado por Hans-Gerd Koch. Editorial S. Fischer.
- Cartas, volumen 2 (1913-marzo de 1914). 2001. Editado por Hans-Gerd Koch. Editorial S. Fischer.
- Cartas, volumen 3 (1914-1917). 2005. Editado por Hans-Gerd Koch. Editorial S. Fischer.
- Cartas, volumen 4 (1918-1920). 2013. Editado por Hans-Gerd Koch. Editorial S. Fischer.
- Cartas, volumen 5 (1921-1924). Aún no publicado.

### Obras completas en Galaxia Gutenberg
- I. Novelas (1999)
- II. Diarios. Carta al padre (2001)
- III. Narraciones y otros escritos (2003)
- IV. Cartas 1900-1914 (2018)
- V. Cartas 1914-1920 (2024)

(Dirigida por Jordi Llovet, esta versión de las obras completas de Kafka está basada en la edición crítica alemana KKA, de 1982, y en la de Hans Gerd Koch, de 1983).

### Obras completas en Debolsillo
- Ante la ley (relatos publicados en vida excepto La transformación)
- La transformación (La metamorfosis)
- El silencio de las sirenas (relatos y fragmentos no publicados en vida)
- El desaparecido
- El proceso
- El castillo
- Diarios
- Aforismos
- Carta al padre

(Edición basada en las obras completas publicadas por Galaxia Gutenberg).

## Kafka en el cine
| Película                       | Ficha                                                                    | Director            | Año  |
| ------------------------------ | ------------------------------------------------------------------------ | ------------------- | ---- |
| El proceso                     | - El proceso en Internet Movie Database (en inglés).                     | Orson Welles        | 1962 |
| The Castle                     | - The Castle en Internet Movie Database (en inglés).                     | Rudolph Noelte      | 1968 |
| Informe para una academia      | - Informe para una academia en Internet Movie Database (en inglés).      | Carles Mira         | 1975 |
| The metamorphosis of Mr. Samsa | - The metamorphosis of Mr. Samsa en Internet Movie Database (en inglés). | Caroline Leaf       | 1977 |
| Los amores de Kafka            | - Los amores de Kafka en Internet Movie Database (en inglés).            | Veda Docampo Feijóo | 1988 |
| Informe per a una acadèmia     | - Informe per a una acadèmia en Internet Movie Database (en inglés).     | Boris Ruiz          | 1989 |
| Kafka, la verdad oculta        | - Kafka, la verdad oculta en Internet Movie Database (en inglés).        | Steven Soderbergh   | 1991 |
| El proceso                     | - El proceso en Internet Movie Database (en inglés).                     | David Jones         | 1993 |
| La metamorfosis de Franz Kafka | La metamorfosis de Franz Kafka en YouTube.                               | Carlos Atanes       | 1993 |
| Amerika                        | - Amerika en Internet Movie Database (en inglés).                        | Vladimir Michalek   | 1994 |
| Das Schloss                    | - Das Schloss en Internet Movie Database (en inglés).                    | Michael Haneke      | 1996 |
| La metamorfosis                |                                                                          | Josefina Molina     | 1996 |
| Metamorfosis                   | - Metamorfosis en Internet Movie Database (en inglés).                   | Fran Estévez        | 2004 |
| El deseo de ser piel roja      | - El deseo de ser piel roja en Internet Movie Database (en inglés).      | Alfonso Ungría      | 2001 |

## Kafka en el teatro
- La metamorfosis (1959), adaptación teatral de la obra de Franz Kafka, Ediciones Teleta por Tufic Marón Rage, Jalisco.
- Milan Richter Del Ereboparaíso de Kafka (2006), drama en dos actos, traducción de Renata Bojnicanova y Salustio Alvarado (ADE-Teatro, Madrid, 2009)
- Milan Richter La segunda vida de Kafka (2007), drama en dos actos, traducción de Renata Bojnicanova y Salustio Alvarado (ADE-Teatro, Madrid, 2009)
- "H & K", obra teatral en un acto sobre el hipotético encuentro entre Kafka y Hitler. Original de Silvia Peláez. México.
- Le gorille (El gorila) (2009), obra teatral inspirada en el relato Informe para una academia (Ein Bericht für eine Akademie, 1917). Estreno mundial: Maelstöm ReEvolution festival, Bruselas, 2009. Estreno en París: Le Gorille, Le Lucernaire (théâtre Rouge) (2010) y The gorilla The Leicester Square Theatre, Londres (2010). En diciembre de 2011 se presentó en Ciudad de México El gorila y el 29 de enero de 2012 en Madrid.
- Metamorfosis (2024), adaptación teatral de Carlos Be de la obra homónima de Franz Kafka.[174]

## Kafka en la música
El compositor danés Poul Ruders compuso la obra Kafkapriccio (2008), cinco paráfrasis de su propia ópera El proceso de Kafka (2003). En Kafkapriccio, creada para gran conjunto (más de siete intérpretes), se reduce la compleja interacción de más de noventa músicos de la ópera a solo un puñado de solistas, obteniéndose un lienzo significativamente más transparente y menos denso. En cuanto a ésta, con libreto en inglés de Paul Bentley, se basa tanto en la novela de Kafka como en numerosos aspectos de su vida personal, en especial en la relación con Felice Bauer. 